# Women's National Basketball Association 1998
Women's National Basketball Association 1998 var den andra säsongen av den amerikanska proffsligan i basket för damer. Säsongen inleddes torsdagen den 11 juni och avslutades måndagen den 17 augusti 1998 efter 150 seriematcher. Lagen i samma Conference mötte varandra två gånger hemma och två gånger borta, vilket gav totalt 16 omgångar, samt lagen från den andra Conferencen två eller tre gånger, vilket gav ytterligare 14 omgångar, totalt 30 matcher. De två första lagen i varje Conference gick därefter till slutspel som spelades mellan den 22 augusti och 1 september. Houston Comets blev mästare för andra året i rad efter att ha besegrat Phoenix Mercury med 2-1 i finalserien.
Två nya lag antogs av ligan inför säsongen, Detroit Shock från Michigan och Washington Mystics från Washington, D.C.
Det slogs två rekord denna säsong som fortfarande står sig, det är dels Washington Mystics som bara lyckades vinna tre matcher och förlora 27 stycken och dels Houston Comets som vann 27 matcher och bara förlorade tre stycken.

## Grundserien
Not: V = Vinster, F = Förluster, PCT = Vinstprocent
- Lag i GRÖN färg till slutspel.
- Lag i RÖD färg har spelat klart för säsongen.

| Lag                | V  | F  | PCT  |
| ------------------ | -- | -- | ---- |
| Cleveland Rockers  | 20 | 10 | .667 |
| Charlotte Sting    | 18 | 12 | .600 |
| New York Liberty   | 18 | 12 | .600 |
| Detroit Shock      | 17 | 13 | .567 |
| Washington Mystics | 3  | 27 | .100 |

| Lag                 | V  | F  | PCT  |
| ------------------- | -- | -- | ---- |
| Houston Comets      | 27 | 3  | .900 |
| Phoenix Mercury     | 19 | 11 | .633 |
| Los Angeles Sparks  | 12 | 18 | .400 |
| Sacramento Monarchs | 8  | 22 | .267 |
| Utah Starzz         | 8  | 22 | .267 |

## Slutspelet
- De två bästa lagen från varje Conference gick till semifinalspel.
- Alla slutspelsomgångar avgjordes i bäst av tre matcher.

|  | Semifinal Bäst av 3 | Semifinal Bäst av 3 | Semifinal Bäst av 3 |         |    | WNBA-final Bäst av 3 | WNBA-final Bäst av 3 | WNBA-final Bäst av 3 |  |
|  |                     |                     |                     |         |    |                      |                      |                      |  |
|  | W1                  | Houston             | 2                   |         |    |                      |                      |                      |  |
|  | W1                  | Houston             | 2                   |         |    |                      |                      |                      |  |
|  | E2                  | Charlotte           | 0                   |         |    |                      |                      |                      |  |
|  | E2                  | Charlotte           | 0                   |         | W1 | Houston              | 2                    |                      |  |
|  |                     |                     |                     |         | W1 | Houston              | 2                    |                      |  |
|  |                     |                     | W2                  | Phoenix | 1  |                      |                      |                      |  |
|  | W2                  | Phoenix             | W2                  | Phoenix | 1  | 2                    |                      |                      |  |
|  | W2                  | Phoenix             |                     |         |    |                      |                      |                      |  |
|  | E1                  | Cleveland           | 1                   |         |    |                      |                      |                      |  |

### WNBA-final
Houston Comets vs Phoenix Mercury
| Match   | Datum       | Hemmalag | Bortalag | Resultat           |
| ------- | ----------- | -------- | -------- | ------------------ |
| Match 1 | 27 augusti  | Phoenix  | Houston  | 54 - 51            |
| Match 2 | 29 augusti  | Houston  | Phoenix  | 74 - 69 eft. förl. |
| Match 3 | 1 september | Houston  | Phoenix  | 80 - 71            |

Houston Comets vann finalserien med 2-1 i matcher